# Atwater (metrostation)
Atwater is een metrostation in de Canadese stad Montréal, in de provincie Québec. Het ligt op de grens van de gemeente Westmount en het arrondissement Ville-Marie (Montréal). Het station werd geopend op 14 oktober 1966 en wordt bediend door de groene lijn van de metro van Montréal. In 2019 gebruikten 8.140.963 instappende reizigers het station.